# BNNT
BNNT – polska grupa muzyczna powstała z inicjatywy Konrada Smoleńskiego w 2008, do którego w tym samym roku dołączył Daniel Szwed. Pierwsze występy odbywają się jako swoiste performance w przestrzeni miejskiej, gdzie ukryci pod kominiarkami na specjalnie przygotowanym samochodzie grają noisową muzykę.
Czterostrunowa gitara barytonowa zbudowana przez Smoleńskiego ma kształt pocisku powietrze-ziemia.
W 2012 występują na OFF Festivalu.
W 2017 dostają nominacje do nagród Gazety Magnetofonowej GaMa za album „Multiverse”
Grają wiele koncertów w Polsce oraz za granicą.
BNNT związany jest z kolektywem PinkPunk, wytwórnią ArtBazaar Records i qulturap. Współpracują z wieloma cenionymi muzykami takimi jak: Kuba Ziołek, Łukasz Jędrzejczak, Wojciech Bąkowski, Tomasz Duda, Macio Moretti, Robert Piernikowski, Mats Gustafsson, Stine Janvin Motland Jaśmina Polak, Mateusz Rychlicki, Łukasz Rychlicki.

## Dyskografia (wybór)
Albumy
- „_ _”  (Qulturap), 2012[13]
- BNNT i Piernikowski – „QASSAM”, 2012[14]
- „Multiverse” (Instant Classic), 2017[15]
- „Middle West” (Instant Classic), 2019[16]

## Skład
Członkowie
- Konrad Smoleński (gitara barytonowa „gitaro-rakieta” samodzielnie wykonana)
- Daniel Szwed (perkusja)